# Naiadita
Naiadita, monotipski fosilni rod jetrenjarnica smješten u zasebnu porodicu i red. Jedina vrsta je N. lanceolata.